# Cascata Vernal
La cascata Vernal (in lingua inglese: "Vernal Fall") è una cascata situata nel Parco nazionale di Yosemite in California. La cascata è situata poche centinaia di metri a valle della Cascata Nevada ed è visibile dal Glacier Point, il punto panoramico più famoso del parco.

## Portata d'acqua

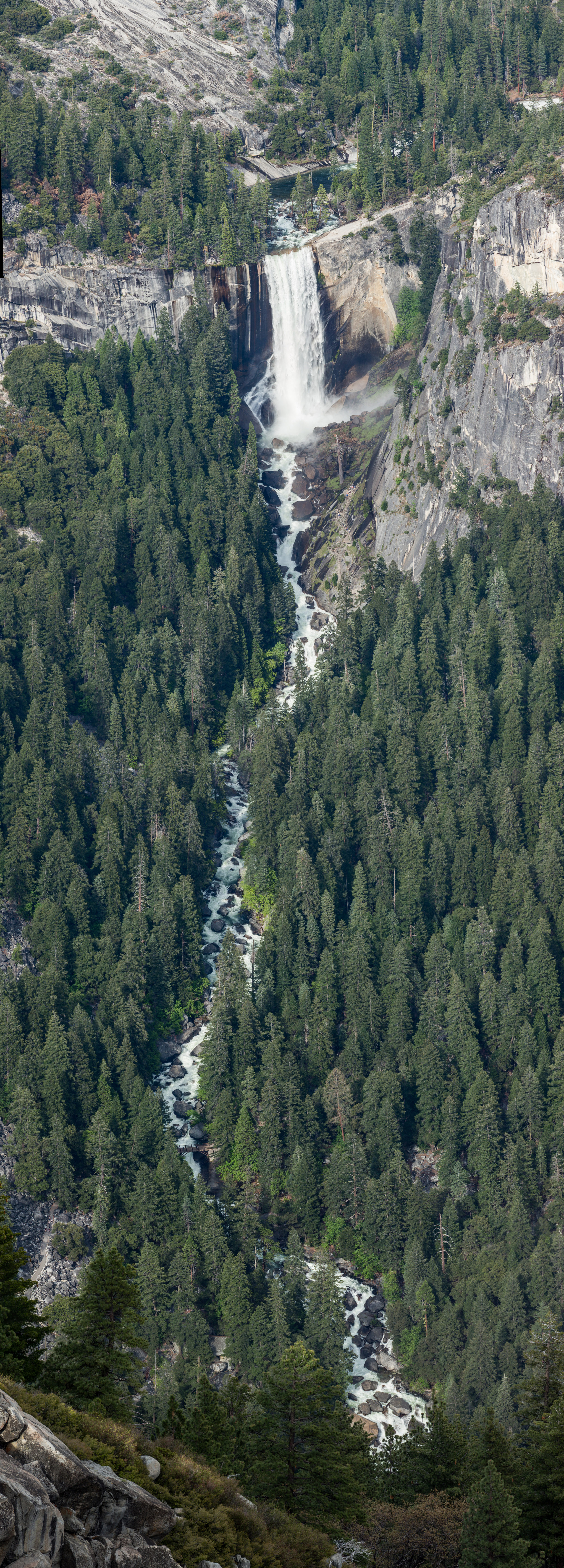
La cascata Vernal e il fiume Merced

La portata d'acqua della cascata è soggetta ad una notevole variabilità nel corso dell'anno, in modo analogo a quanto avviene per le altre cascate del Parco di Yosemite. La natura prevalentemente rocciosa del suolo impedisce un accumulo significativo di acqua piovana, pertanto la maggior parte dell'apporto idrico deriva dallo scioglimento delle nevi invernali. Come diretta conseguenza, la portata è massima nei mesi di maggio e giugno, mentre scende gradualmente nei mesi estivi raggiungendo i valori minimi ad ottobre e novembre.

## Mist Trail
Il Mist Trail è il sentiero più popolare tra gli escursionisti diretti alla cascata. Il percorso inizia in prossimità delle Happy Isles (piccole isole situate sul fiume Merced nella Yosemite Valley) e permette di raggiungere la cima della cascata dopo 2.4 km di distanza e 300 metri di dislivello positivo. In cima alla cascata è presente un piccolo lago denominato Emerald Pool.

## Pericoli
Nuotare nell'Emerald Pool e nei tratti del fiume Merced che precedono la cascata è vietato in quanto estremamente pericoloso: le rocce sono scivolose e sono presenti correnti molto forti. Nel corso degli anni alcuni bagnanti hanno perso la vita non rispettando i divieti precedentemente citati.